# Huguan
Huguan (壶关县; Pinyin: Húguān Xiàn) ist ein chinesischer Kreis der bezirksfreien Stadt Changzhi der Provinz Shanxi. Die Fläche beträgt 1.016 Quadratkilometer und die Einwohnerzahl 240.109 (Stand: Zensus 2020). 1999 zählte Huguan 278.505 Einwohner.
Der Sanzong-Tempel (Sanzong miao 三嵕庙) und der Zhenze-Palast (Zhenze erxian gong 真泽二仙宫) stehen auf der Liste der Denkmäler der Volksrepublik China.